# Витсум
Витсум (њем. Witsum) општина је у њемачкој савезној држави Шлезвиг-Холштајн. Једно је од 132 општинска средишта округа Нордфризланд. Према процјени из 2010. у општини је живјело 51 становника. Посједује регионалну шифру (AGS) 1054158.

## Географски и демографски подаци
Витсум се налази у савезној држави Шлезвиг-Холштајн у округу Нордфризланд. Општина се налази на надморској висини од 8 метара. Површина општине износи 1,6 km². У самом мјесту је, према процјени из 2010. године, живјело 51 становника. Просјечна густина становништва износи 32 становника/km².